# Трейсі Гаєте
Трейсі Гаєте (англ. Tracey Hiete; нар. 29 січня 1971) — колишня американська тенісистка.
Найвищу одиночну позицію світового рейтингу — 334 місце досягла 18 серпня, 1997, парну — 257 місце — 24 липня, 1995 року.
Здобула 3 парні титули.

## Фінали ITF

### Парний розряд: 5 (3–2)
| Результат | Ранг | Дата           | Турнір                   | Покриття | Партнерка       | Суперниці                              | Рахунок       |
| --------- | ---- | -------------- | ------------------------ | -------- | --------------- | -------------------------------------- | ------------- |
| Поразка   | 1.   | 30 січня 1995  | Зе-Вудлендс (Техас), США | Тверде   | Джоді Їнь       | Мішел Мейр Карен ван дер Мерве         | 2–6, 4–6      |
| Перемога  | 1.   | 18 червня 1995 | Морелія, Мексика         | Тверде   | Рената Колбовіч | Хімена Родрігес Елізма Нортьє          | 6–3, 7–5      |
| Поразка   | 2.   | 25 червня 1995 | Толука-де-Лердо, Мексика | Тверде   | Рената Колбовіч | Лусіла Бесерра Джессіка Фернандес      | 4–6, 4–6      |
| Перемога  | 2.   | 13 жовтня 1996 | Мехіко Мексика           | Тверде   | Рената Колбовіч | Алена Пауленкова Карін Пальме          | 6–3, 5–7, 6–4 |
| Перемога  | 3.   | 20 жовтня 1996 | Коацакоалькос, Мексика   | Тверде   | Рената Колбовіч | Клаудія Мусіньйо Марія Долорес Кампана | 6–3, 6–3      |